# Чипркі (Гіжицький повіт)
Чипркі (пол. Czyprki, нім. Freiort) — село в Польщі, у гміні Мілки Гіжицького повіту Вармінсько-Мазурського воєводства.
Населення — 138 осіб (2011).

## Демографія
Демографічна структура станом на 31 березня 2011 року:
|          | Загалом | Допрацездатний вік | Працездатний вік | Постпрацездатний вік |
| -------- | ------- | ------------------ | ---------------- | -------------------- |
| Чоловіки | 77      | 29                 | 45               | 3                    |
| Жінки    | 61      | 17                 | 39               | 5                    |
| Разом    | 138     | 46                 | 84               | 8                    |